# Kimchi
El kimchi es un plato coreano hecho a base de preparación fermentada que tiene como ingrediente básico la col asiática o repollo Brassica pekinensis (배추; baechu).
También existen otras recetas en las que se utilizan ingredientes como rábanos o pepinos, entre otros vegetales, que son acompañados comúnmente de pimiento o ají rojo molido, ajos, cebollas u otras combinaciones de acuerdo a diferentes zonas geográficas de Corea.
Está presente en el día a día en la mesa de los coreanos y se consume tanto en Corea del Norte como en Corea del Sur.
En letra hangul (que se utiliza en las dos Coreas) se escribe 김치
y se pronuncia [kimtɕʰi].
Tiene un olor fuerte y característico, su sabor es salado y picante, puede servirse directamente como banchan, o ingrediente en guisos y sopas, teniendo un papel fundamental en la gastronomía de Corea. Ha sido añadido a la lista representativa del Patrimonio Cultural Inmaterial de la Humanidad de Unesco, tras iniciativas de Corea del Sur en 2013, y de Corea del Norte en 2015.

## Historia delkimchi

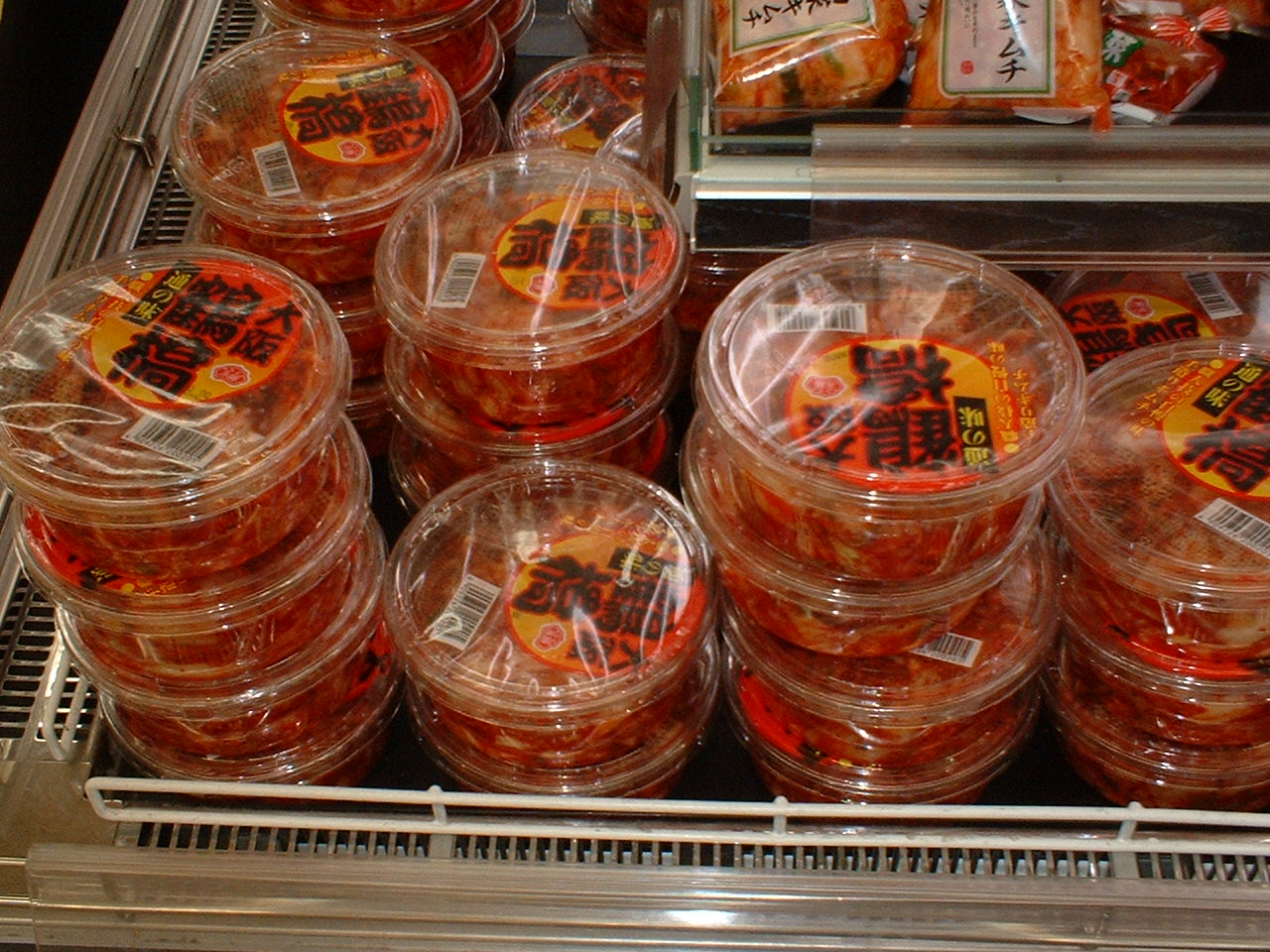
Kimchi en un supermercado de Japón.

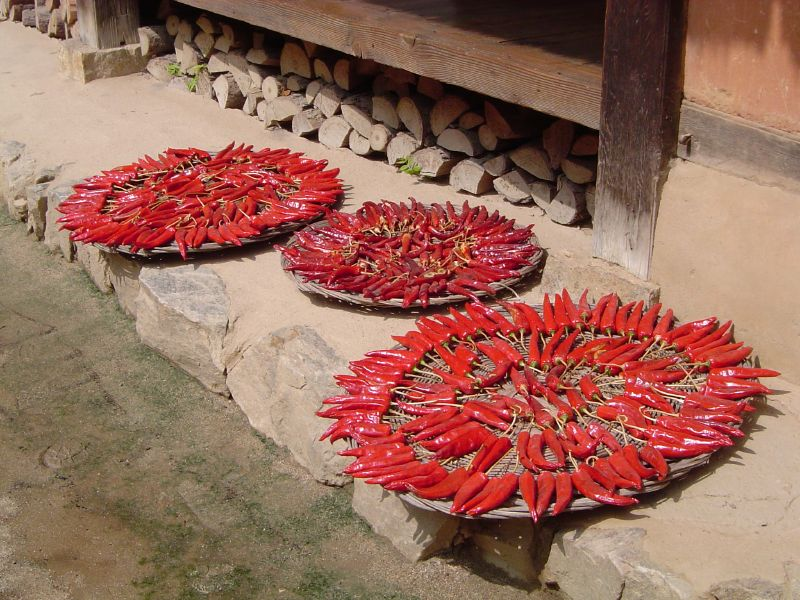
Ajíes secándose al sol para ser elaborados.

El origen del kimchi se remonta al menos al período inicial de los Tres Reinos (37 a. C. - 7 d. C.) Los alimentos fermentados estaban ampliamente disponibles, ya que los Registros de los Tres Reinos, un texto histórico chino publicado en 289 DC, menciona que "el pueblo Goguryeo [refiriéndose al pueblo coreano] es experto en la fabricación de alimentos fermentados como el vino, la pasta de soya y pescado salado y fermentado "en la sección llamada Dongyi en el Libro de Wei. Samguk Sagi, un registro histórico de los Tres Reinos de Corea, también menciona el tarro de pepinillos utilizado para fermentar vegetales, lo que indica que los vegetales fermentados se comían comúnmente durante este tiempo. Durante la dinastía Silla (57 a. C. - 935 d. C.), el kimchi se hizo frecuente a medida que el budismo se extendió por toda la nación y fomentó un estilo de vida vegetariano.

El encurtido de verduras era un método ideal, antes de los refrigeradores, que ayudaba a preservar la vida útil de los alimentos. En Corea, el kimchi se hizo durante el invierno fermentando vegetales y enterrándolo en el suelo en ollas de cerámica marrón tradicionales llamadas onggi. Este trabajo permitió además un vínculo entre las mujeres dentro de la familia. Un poema sobre rábano coreano escrito por Yi Gyubo, un literato del siglo XIII, muestra que el kimchi de rábano era un lugar común en Goryeo  (918–1392).
Las rodajas de rábano en escabeche son una buena guarnición de verano, El rábano conservado en sal es una guarnición de invierno de principio a fin. Las raíces en la tierra se vuelven más gordas todos los días, Cosechando después de las heladas, una rodaja cortada por un cuchillo sabe a pera. 

- Yi Gyubo, Dongguk isanggukjip (traducido por Michael J. Pettid, en cocina coreana: una historia ilustrada)
Kimchi ha sido un elemento básico en la cultura coreana, pero las versiones históricas no fueron un plato picante. Los primeros registros de kimchi no mencionan el ajo o el ají. Los pimientos picantes, ahora un ingrediente estándar en el kimchi, eran desconocidos en Corea hasta principios del siglo XVII debido a que era un cultivo del Nuevo Mundo. Los pimientos picantes, originalmente originarios de América, fueron introducidos al este de Asia por los comerciantes portugueses. La primera mención de ají se encuentra en Jibong yuseol, una enciclopedia publicada en 1614. Sallim gyeongje, un libro del siglo XVII al 18 sobre el manejo de la granja, escribió sobre kimchi con ajíes. Sin embargo, no fue hasta el siglo XIX que el uso de los ajíes en el kimchi fue generalizado. Las recetas de principios del siglo XIX se parecen mucho al kimchi de hoy.
Un libro de 1766, Jeungbo sallim gyeongje, informa sobre variedades de kimchi hechas con una miríada de ingredientes, incluyendo chonggak-kimchi (kimchi hecho con rábano chonggak), oi-sobagi (con pepino), seokbak-ji (con jogi-jeot) y dongchimi. Sin embargo, el repollo napa solo se introdujo en Corea a fines del siglo XIX, y el kimchi de repollo entero similar a su forma actual se describe en Siuijeonseo, un libro de cocina publicado en esa época.
Kimchi es un plato nacional de Corea del Norte y del Sur. Durante la participación de Corea del Sur en la guerra de Vietnam, su gobierno solicitó ayuda estadounidense para garantizar que las tropas surcoreanas, supuestamente "desesperadas" por la comida, pudieran obtenerla en el campo; el presidente de Corea del Sur, Park Chung-hee, le dijo al presidente estadounidense Lyndon B Johnson que el kimchi era "de vital importancia para la moral de las tropas coreanas". También fue enviado al espacio a bordo del Soyuz TMA-12 con el astronauta surcoreano Yi So-yeon después de un esfuerzo de investigación multimillonario para matar la bacteria y disminuir el olor sin afectar el sabor. El 22 de noviembre de 2017 se utilizó un Doodle de Google para "Celebrar Kimchi".

## Ingredientes
Las variedades de kimchi están determinadas por los principales ingredientes vegetales y la mezcla de condimentos utilizados para dar sabor al kimchi.

### Vegetales
Hay muchos tipos diferentes de platos de Kimchi, y la comida más famosa en esta categoría es el kimchi de repollo. Para muchas familias, esta comida picante es una fuente de orgullo y recuerda el sabor de un buen hogar. Las coles (coles de napa, bomdong, coles con cabeza) y rábanos (rábanos coreanos, rábanos cola de caballo, rábanos gegeol, rábanos yeolmu) son las verduras de kimchi más comúnmente utilizadas. Otras verduras de kimchi incluyen: aster, raíces de flores de globo, raíces de bardana, apio, chamnamul, cilantro, berro, hojas de margarita corona, pepino, berenjena, cebollino al ajillo, cáscaras de ajo, jengibre, brotes de angélica coreana, perejil coreano, cebollino silvestre coreano , raíces de loto, hojas de mostaza, cebolla, hojas de perilla, brotes de bambú, momordica charantia, calabazas, hojas de rábano, hojas de colza, cebolletas, brotes de soja, espinacas, remolacha azucarera, vides de camote y tomates.

### Condimentos
La sal de salmuera (con un tamaño de grano más grande en comparación con la sal de cocina) se usa principalmente para la salazón inicial de las verduras de kimchi. Al ser mínimamente procesado, sirve para ayudar a desarrollar sabores en los alimentos fermentados.
Los condimentos de uso común incluyen gochugaru (ají en polvo), cebolletas, ajo, jengibre y jeotgal (mariscos salados) Jeotgal se puede reemplazar con mariscos crudos en las partes más frías del norte de la península de Corea. Si se usa, se prefiere saeu-jeot suave (camarones salados) o jogi-jeot (corvina salada) y la cantidad de jeotgal también se reduce en las regiones del Norte y Central. En Corea del Sur, por otro lado, se usa comúnmente una cantidad generosa de myeolchi-jeot más fuerte (anchoas saladas) y galchi-jeot (cola de pez salada). Los mariscos crudos o daegu-agami-jeot (branquias de bacalao salado) se usan en las áreas de la costa este.
La sal, las cebolletas, el ajo, la salsa de pescado y el azúcar se agregan comúnmente para darle sabor al kimchi.

### Microorganismos presentes en el kimchi
Los microorganismos presentes en el kimchi incluyen
- Bacillus mycoides
- Bacillus pseudomycoides
- Bacillus subtilis
- Lactobacillus brevis
- Lactobacillus curvatus
- Lactobacillus kimchii
- Lactobacillus parabrevis
- Lactobacillus pentoso
- Lactobacillus plantarum
- Lactobacillus sakei
- Lactobacillus spicheri
- Lactococcus carnosum
- Lactococcus gelidum
- Lactococcus lactis
- Leuconostoc carnosum
- Leuconostoc citreum
- Leuconostoc gasicomitatum
- Leuconostoc gelidum
- Leuconostoc holzapfelii
- Leuconostoc inhalar
- Leuconostoc kimchii
- Leuconostoc lactis
- Leuconostoc mesenteroides
- Serratia marcescens
- Weissella cibaria
- Weissella confusa
- Weissella kandleri
- Weissella kimchii
- Weissella koreensis y
- Weissella soli.

Estos microorganismos están presentes debido a la microbiota natural proporcionada al utilizar materiales alimenticios no esterilizados en la producción de kimchi.
El paso de salar las materias primas inhibe las bacterias patógenas y putrefactas presentes en la microflora, permitiendo que las LAB (bacterias del ácido láctico) prosperen y se conviertan en el microorganismo dominante.
Estos microorganismos anaerobios aumentan constantemente en número durante las etapas intermedias de la fermentación, y prefieren mantenerse a bajas temperaturas de aproximadamente 10 °C, pH de 4.2 a 4.0, y permanecen en presencia de NaCl (cloruro de sodio).
Como las verduras crucíferas crudas son la fuente de LAB requerida para la fermentación, no se requiere cultivo iniciador para la producción de kimchi; más bien, se produce "fermentación espontánea".
La población total de microorganismos presentes al comienzo del procesamiento determina el resultado de la fermentación, lo que hace que el producto final sea muy variable en términos de calidad y sabor.
Actualmente, no hay enfoques recomendados para controlar la comunidad microbiana durante la fermentación para predecir el resultado final.

### Subproductos del metabolismo de microorganismos
Las bacterias ácidas-lácticas (LAB) producen ácido láctico, peróxido de hidrógeno y dióxido de carbono como subproductos durante el metabolismo. El ácido láctico reduce rápidamente el pH, creando un ambiente ácido que es inhabitable para la mayoría de los otros microorganismos que sobrevivieron a la salazón. Esto también modifica el sabor de los sub-ingredientes y puede aumentar el valor nutritivo de las materias primas, ya que la comunidad microbiana en el proceso de fermentación puede sintetizar vitaminas B e hidrolizar la celulosa en los tejidos de las plantas para liberar nutrientes que normalmente no son digeribles por el tracto gastrointestinal humano. El peróxido de hidrógeno se forma por la oxidación del dinucleótido de nicotinamida adenina reducido (NADH) y proporciona un antibiótico para inhibir algunos microorganismos indeseables. El dióxido de carbono funciona como un conservante, elimina el oxígeno para crear un ambiente anaeróbico y crea la carbonatación deseada en el producto final.

## Variedades dekimchi
El kimchi es uno de los platos más importantes de la cocina coreana. "Kimchi" es la terminología coreana para vegetales fermentados, y abarca sal y vegetales sazonados. El kimchi es un plato tradicional coreano que consiste en verduras en escabeche, que se sirve principalmente como guarnición con cada comida, pero también se puede servir como plato principal. Kimchi es reconocido principalmente como un plato picante de repollo fermentado a nivel mundial. 
Las variaciones son prácticamente ilimitadas, ya que los coreanos "pueden hacer kimchi de cualquier cosa comestible; un concepto que se extiende hacia posibilidades infinitas..." Las variaciones de kimchi continúan creciendo, y el sabor puede variar dependiendo de la región y la estación. Convencionalmente, el secreto de la preparación del kimchi fue transmitido por las madres a sus hijas en un intento por hacerlas esposas adecuadas para sus esposos. Sin embargo, con el avance tecnológico actual y el aumento en el uso de las redes sociales, muchas personas en todo el mundo ahora pueden acceder a la receta para la preparación de kimchi. Es altamente nutritivo y ofrece comidas con sabores profundos y picantes favorables para muchas clases de personas, e ilustra también la cultura coreana:
- Kimchi se puede clasificar por ingredientes principales, regiones o estaciones. Las secciones norte y sur de Corea tienen una considerable diferencia de temperatura. Hay más de 180 variedades reconocidas de kimchi. Las variaciones de kimchi más comunes son:
- Kimchi de col napa picante Baechu-kimchi (sp 김pa), hecho de hojas enteras de col
- Baechu-geotjeori (배추겉절이) kimchi de col napa no fermentada
- Bossam-kimchi (보쌈김치) kimchi envuelto Baek-kimchi (백김치) kimchi blanco, hecho sin ají
- Dongchimi (동치미) un kimchi acuoso no picante
- Nabak-kimchi (나박김치) un kimchi acuoso ligeramente picante Chonggak-kimchi (총각 김치) rábano en cubos "cola de caballo" de chonggak, un popular kimchi picante
- Kkakdugi (깍두기) kimchi coreano picante en cubitos de kimchi fuertemente perfumado que contiene camarones fermentados
- Kimchi de pepino Oi-sobagi (오이소박이) que se puede rellenar con mariscos y pasta de ají, y es una opción popular durante las temporadas de primavera y verano
- Pa-kimchi (파김치) kimchi de cebolla verde picante
- Yeolmu-kimchi (열무 김치) también es una opción popular durante la primavera y el verano, y se hace con rábanos yeolmu, y no necesariamente tiene que ser fermentado.
- Gat-kimchi (갓김치), hecho con mostaza india

El kimchi del norte de Corea tiende a tener menos sal y ají rojo y, por lo general, no incluye mariscos en salmuera para sazonar. El kimchi del norte a menudo tiene una consistencia acuosa. El kimchi hecho en el sur de Corea, como Jeolla-do y Gyeongsang-do, usa sal, pimientos picantes y myeolchijeot (멸치젓, anchoa en salmuera que se deja fermentar) o saeujeot (새우젓, camarones en salmuera que se deja fermentar), myeolchiaekjeot (멸치 액젓), kkanariaekjeot (까나리 액젓), jeot líquido de anchoa, similar a la salsa de pescado utilizada en el sudeste asiático, pero más espesa.
Saeujeot (새우젓) o myeolchijeot no se agrega a la mezcla de condimento de especias kimchi, sino que se cocina a fuego lento primero para reducir los olores, eliminar el sabor tánico y las grasas, y luego se mezcla con un espesante hecho de arroz o almidón de trigo (풀). Esta técnica ha caído en desuso en los últimos 40 años.

### Color
Los kimchi blancos no son de color rojo ni picantes. Incluye kimchi de col blanca de napa y otras variedades como el kimchi de rábano blanco (dongchimi). Las variedades de kimchi blanco aguado a veces se usan como ingrediente en una serie de platos, como fideos fríos en salmuera dongchimi.

### Años
Los geotjeori (겉절이) son kimchi frescos sin fermentar.
Mugeun-ji (묵은지), también conocido como mugeun-kimchi (묵은 김치), kimchi envejecido.

### Por región
Esta clasificación regional data de la década de 1960 y comprende multitud de datos históricos, las actuales corrientes de producción de kimchi en Corea generalmente difieren de las abajo mencionadas.
- Hamgyeong-do (noreste)

Debido a su proximidad con el océano, las gentes de esta región usan pescado fresco y ostras para condimentar su kimchi.
- Hwanghae-do (centro-oeste)

El sabor del kimchi en Hwanghae-do se puede describir como "moderado" — ni insulso ni demasiado picante. La mayor parte del kimcho de esta región tiene menos color ya que no se usan copos de chile rojo. El kimchi típico de Hwanghae-do es el denominado kimchi de calabaza (bundi).
- Gyeonggi-do (al suroeste de Hwanghae-do) El kimchi de Gyeonggi-do es conocido por sus atractivas decoraciones.
- Chungcheong-do (entre Gyeonggi-do y Jeolla-do)

En lugar de usar pescado fermentado, la gente de la región usa la fermentación de las verduras y únicamente sal para darle sabor a su kimchi. Chungcheong-do es conocida por tener la mayor variedad de tipos de kimchi.
- Gangwon-do (Corea del Sur)/Kangwon-do (Corea del Norte) (centro-este)

En Gangwon-do, el kimchi se almacena durante periodos prolongados de tiempo. Al contrario que otras regiones costeras de Corea, el kimchi de esta área no contiene mucho pescado en salmuera.
- Jeolla-do (suroeste)

La corvina amarilla y el fletán salados se usan en esta región para preparar diferentes preparados para condimentar el kimchi.
- Gyeongsang-do (sureste)

Esta región es famosa por sabores salados y picantes en sus platos típicos y su kimchihi no es una excepción. Entre los ingredientes más comunes para condimentarlo se incluye myeolchijeot (멸치젓) que produce un sabroso sabor gracias a la salmuera.
- En el extranjero

En algunos lugares del mundo donde la col china o baechu no está disponible, la gente a veces prepara su kimchi con col puede ser más dulce y menos picante que el original, como el daikon.
A modo de ejemplo, existen los kimchis mediterráneos, como el kimchi con albahaca o el de pepino, que aportan el toque de sabor fresco de la albahaca o el pepino.

### Por estación
Antes de la introducción de la refrigeración moderna, en Corea tradicionalmente siempre se han preparado distintos tipos de kimchi dependiendo de la estación del año; esto ha sido debido principalmente a las diferentes temporadas de cosecha de las verduras y asimismo para aprovecharse de las estaciones de frío y de calor. Incluso teniendo en cuenta los cultivos modernos y la implantación de la refrigeración moderna —- incluyendo frigoríficos de kimchi específicamente diseñados con controles precisos para mantener diferentes tipos de kimchi a temperaturas óptimas en las distintas etapas de fermentación —- hayan hecho esta producción y consumo de kimchi estacional innecesario, los Coreanos continúan consumiendo kimchi siguiendo las preferencias estacionales tradicionales.
- Primavera

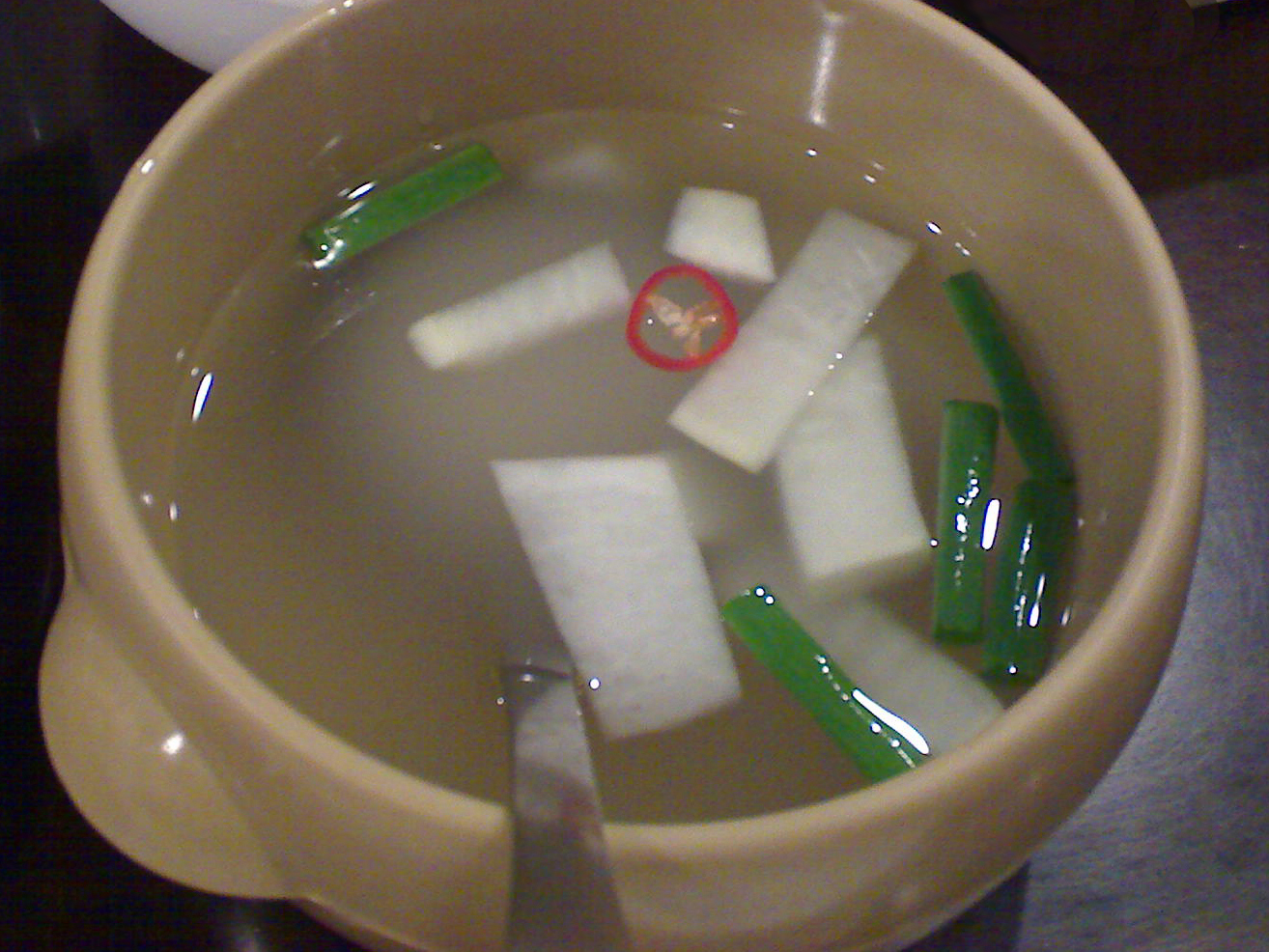
Dongchimi (동치미) consumido durante el invierno.

Tradicionalmente, tras un largo periodo de consumo de gimjang kimchi (hangul: 김장김치) durante los meses de invierno, hierbas cultivadas y verduras frescas eran populares para la elaboración del kimchi. Esos tipos de kimchi no estaban fermentados ni eran almacenados por largos periodos de tiempo, sino que eran consumidos frescos.
- Verano

Rábanos jóvenes y pepinos son la base más común del kimchi que se prepara en verano, yeolmu kimchi (hangul: 열무김치) que se come en varios bocados. Los ingredientes para condimentar estos tipos de kimchi suelen ser pescados o moluscos en salmuera y chile rojo seco.
- Otoño

El Baechu kimchi es el kimchi más común del otoño. Se prepara insertando condimento para el relleno sok (literalmente significa dentro), entre las hojas de col china previamente salada y entera. Los ingredientes para el sok (hangul: 속) pueden variar, dependiendo de las diferentes regiones y condiciones climáticas. Generalmente, el baechu kimchi solía tener un sabor salado y fuerte, hasta finales de los años sesenta, usando grandes cantidad de myeolchijeot o saeujeot. Desde la implantación de aekjeot (액젓, salsa de pescado coreana) a principio de los setenta, aun así, el kimchi bajo en sodio es preferido a la hora de la elaboración, ya sea en los hogares como en las fábricas de kimchi coreanas.
- Invierno

Tradicionalmente, la mayoría de tipos de kimchi estaba disponible durante el invierno. Se preparaban muchos tipos de kimjang kimchi (hangul: 김장 김치) para los largos meses de invierno y se almacenaban bajo tierra en grandes vasijas para kimchi. Hoy día, el kimjang kimchi se almacena en frigoríficos para kimchi. Es en noviembre y diciembre cuando tradicionalmente la gente empieza a preparar el kimchi; a menudo, las mujeres se reúnen en las casas para ayudarse a preparar el kimchi de invierno. El kimchi blanco (baek kimchi) es un tipo de kimchi que suele prepararse durante los meses de invierno. Y el "Baechu kimchi" preparado durante esta estación puede llevar tiras finas de rábano, perejil, piñones, pera, castañas, umbilicaria esculenta (석이버섯), ajo y jengibre,

## Consumo
Es un alimento indispensable en todas las mesas coreanas; además de consumirse tal cual tras su elaboración, con él se pueden elaborar desde guisos hasta mezclas con arroces; muy ricos y reconstituyentes son el estofado de Kimchi con Tofu (Kimchi Jjigae en idioma coreano 김치찌개) o la sopa de Kimchi (Kimchi Kuk); excelentes son el arroz frito con Kimchi (Kimchi Bukum Bab) o los fideos con kimchi (Kimchi Bibimkuksu); suaves y a la vez con un punto picante son las empanadillas de Kimchi al vapor (Kimchi Mandu), que también se consumen en sopa (Kimchi Mandu Kuk). El Kimchi jjigae es una variedad de jjigae (tipo de estofado coreano) elaborado con kimchi, también consumida en pueblos del extranjero.

## Propiedades
El kimchi estimula el apetito y limpia los intestinos con su contenido en ácido láctico. Incluye la bacteria Lactobacillus kimchii. Investigaciones recientes han establecido que el kimchi contiene una gran cantidad de vitamina C y carotenos, así como también proteínas, carbohidratos, calcio, y vitaminas A, B1 y B2. 
El consumo elevado de kimchi y de pasta de soja fermentada (miso) son factores que aumentan el riesgo de padecer cáncer de estómago
Un estudio publicado en 2008 en el Diario Coreano de Microbiología y Biotecnología reveló que el kimchi contiene una cepa de un tipo de bacteria "que muestra una fuerte actividad antagonista contra la Helicobacter Pylori." Se demostró que la variedad aislada de una de las bacterias presentes en el kimchi, designada Lb. plantarum NO1, reduce la actividad de la ureasa de la H. pylori en un 40-60% y inhibe en un 33% la adhesión H. pylori a células de líneas de adenocarcinoma gástrico, por lo que se considera un probiotico además de actuar como un conservante natural.
Recientemente se ha popularizado su consumo en Japón, además de ser una de los saborizantes más comunes de otros productos tales como sopas, comida instantánea, etc.

## Galería

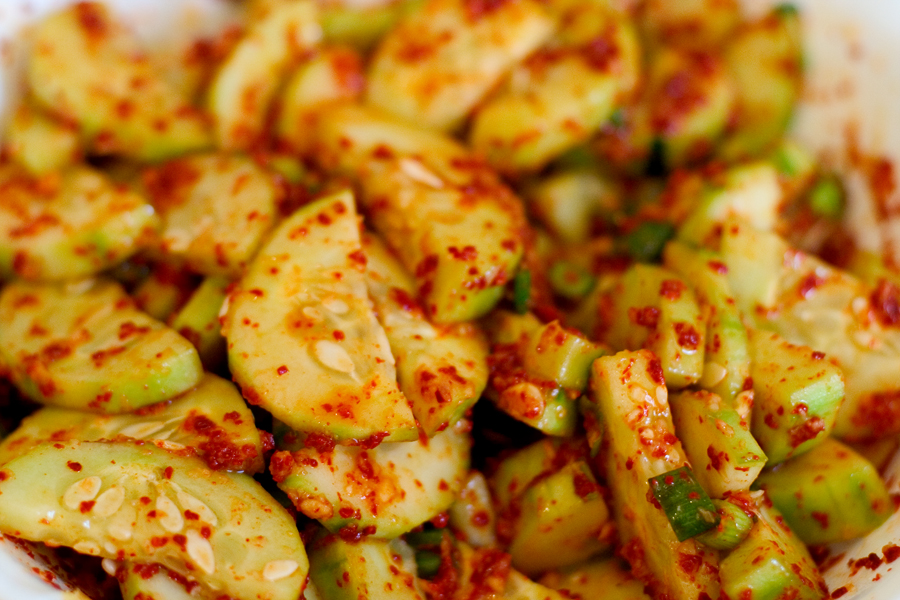
Oisobaki, un tipo de kimchi de pepino
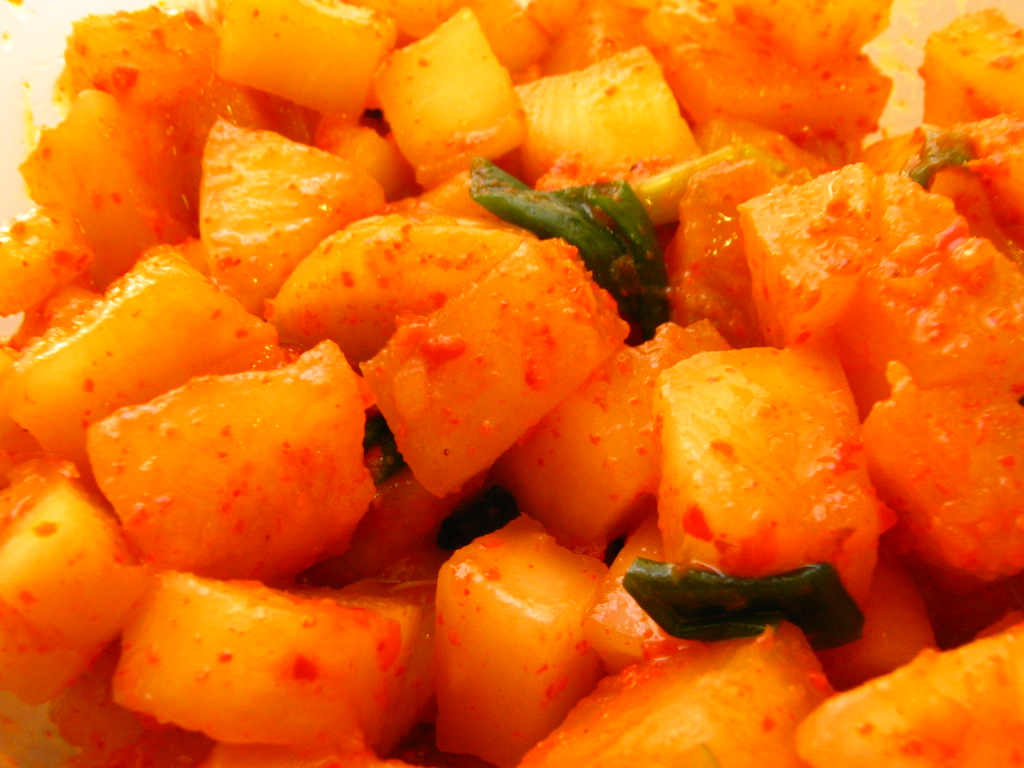
Kkakdugi, kimchi de rábano cortado en dados
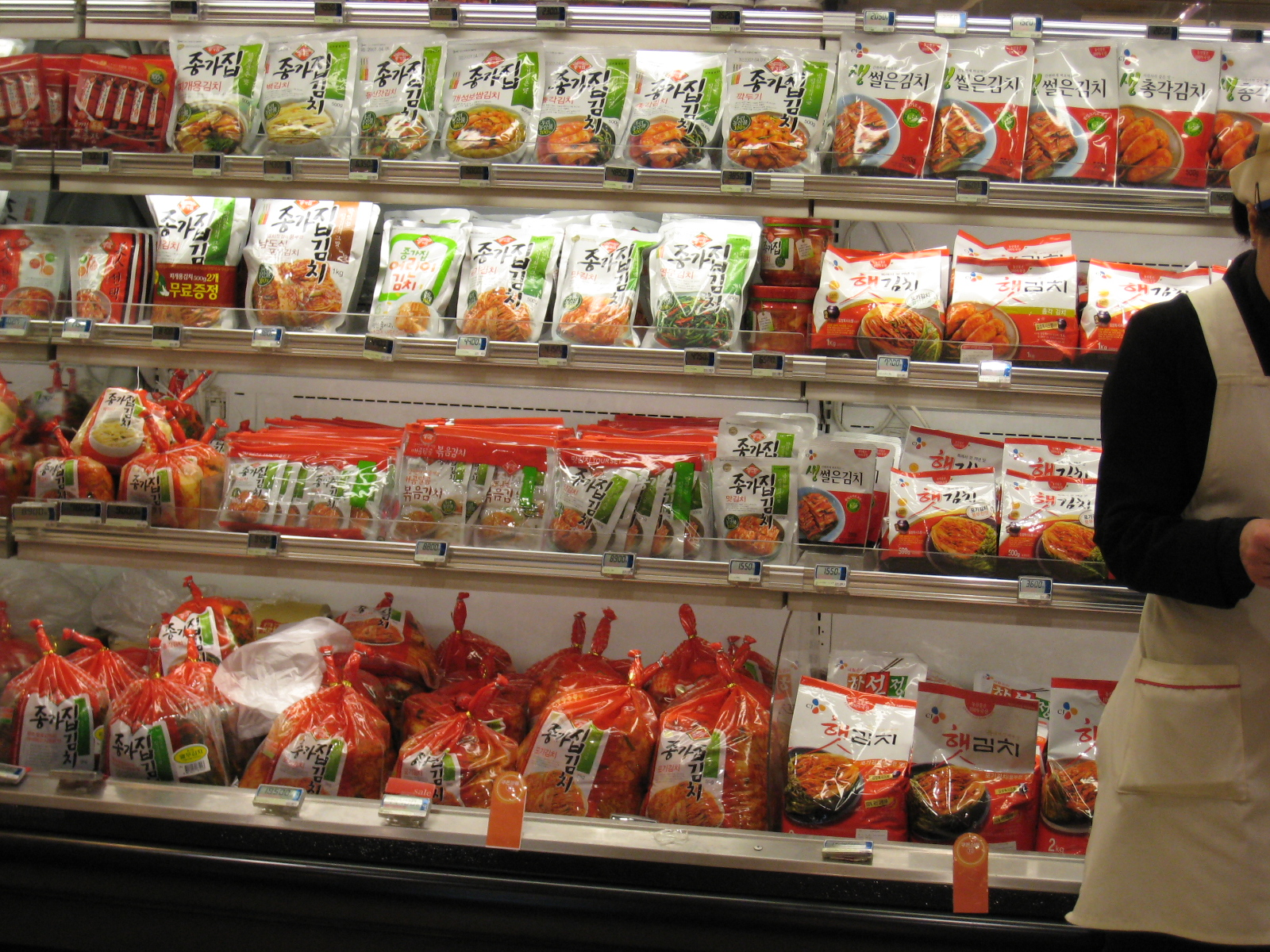
Kimchi en un supermercado coreano
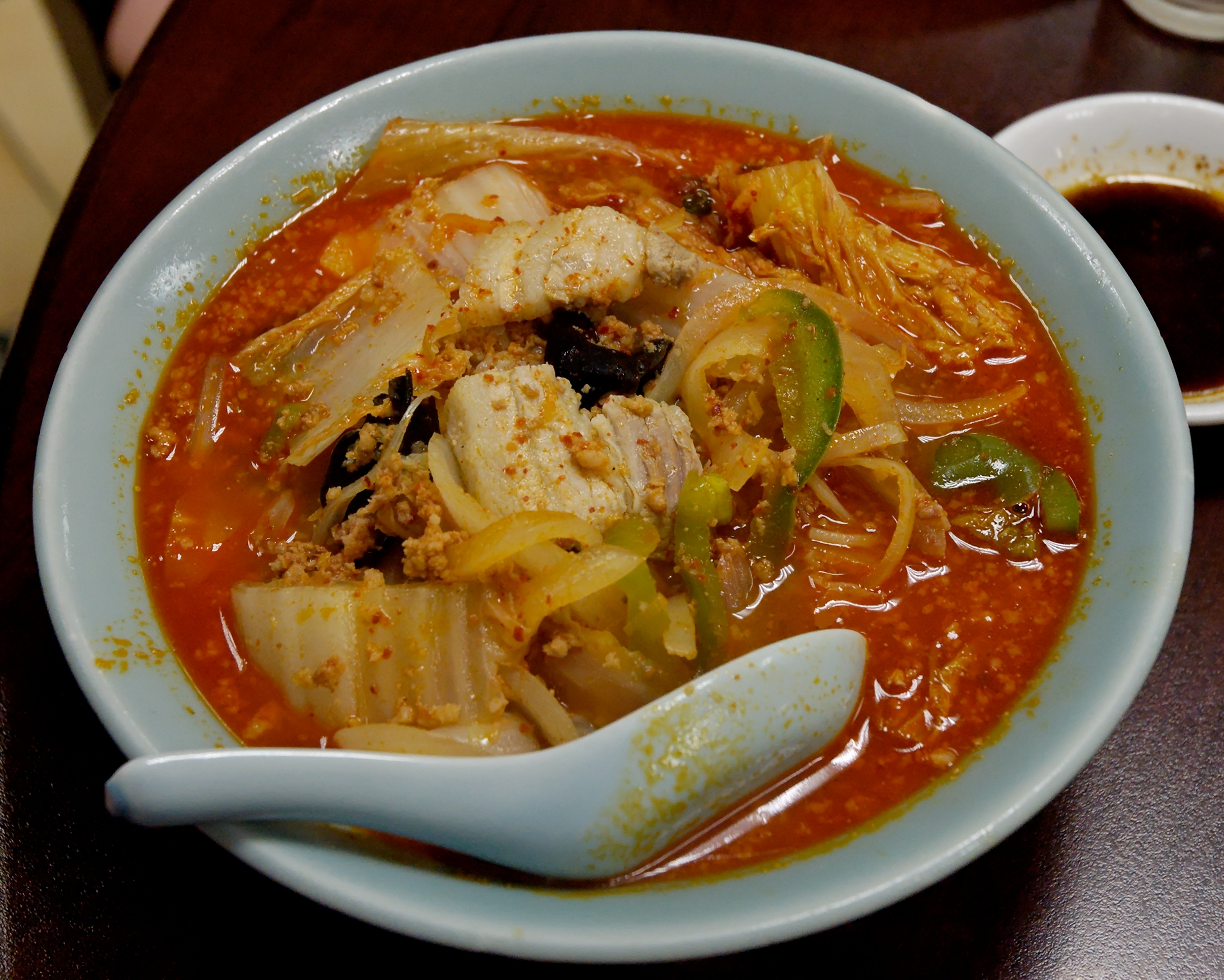
Kimchi ramen en un restaurante japonés